# Tomba del Cacciatore

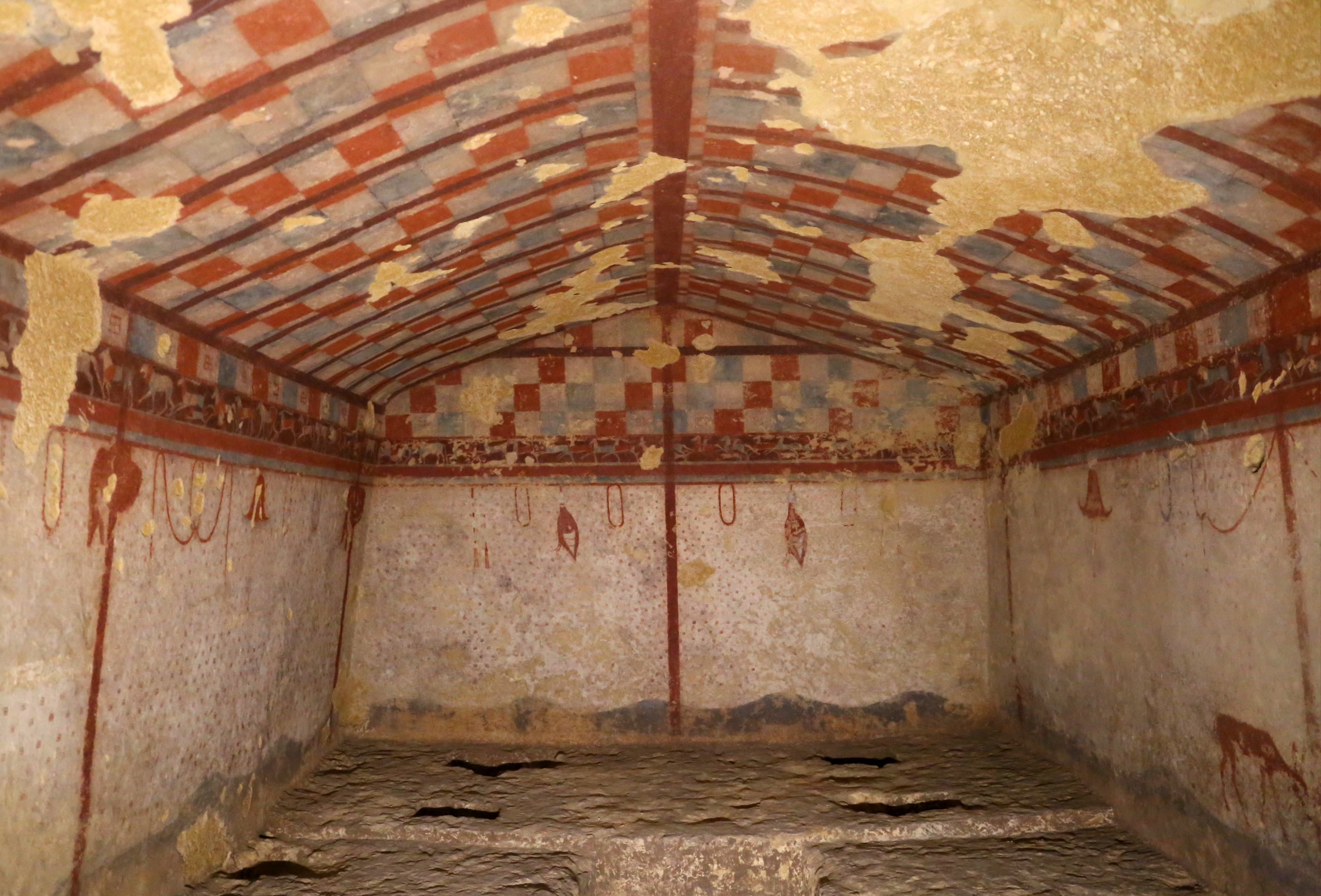
Tomba del Cacciatore, Blick in die Grabkammer

Bei der Tomba del Cacciatore (dt. Grab des Jägers) handelt es sich um den modernen Namen eines ausgemalten etruskischen Grabes in Tarquinia, Latium. Das Grab wurde 1962 entdeckt, fand sich aber ausgeraubt. Es setzt sich aus einer Treppe, einem Vorraum und der eigentlichen Grabkammer zusammen. Letztere ist ausgemalt und weist an drei Seiten breite Bänke auf, auf denen einst die Toten lagen. Im Schutt der Grabkammer fanden sich zahlreiche Scherben aus verschiedenen Epochen.
Die Bemalung der Grabkammer ist einzigartig und zeigt nicht die sonst üblichen Festlichkeiten, sondern ist als das Innere eines Jagdzeltes gestaltet. Das Dach zeigt Balken und aufgemalte Stoffe. An den Wänden sind die Pfosten aufgemalt, die das Dach stützen. Vor allem der obere Teil der Wand ist mit geometrischen Motiven und einem Tierfries dekoriert. Diese imitieren wahrscheinlich Stoffe. Der Hauptteil der Wand zeigt einen durchsichtigen Stoff, durch den man nach draußen schauen kann; auf der rechten Wand ist ein kleines Reh zu sehen. Von der Decke des Zeltes hängen diverse Dinge, darunter eine erlegte Wildente, erlegtes Wild sowie Kränze.
Das Grab datiert an den Beginn des fünften Jahrhunderts v. Chr.